# Silvisaurus
Silvisaurus (Silvisaurus condrayi, do latim "lagarto da floresta") foi uma espécie de dinossauro herbívoro e quadrúpede que viveu durante a primeira metade do período Cretáceo. Média em torno de 4 metros de comprimento, 1,5 metros de altura e seu peso é até então desconhecido.
O Silvisaurus viveu na América do Norte e seus fósseis foram descobertos no estado do Kansas. A nomeação oficial do dinossauro ocorreu em 1960.